# Viscum engleri
Viscum engleri är en sandelträdsväxtart som beskrevs av Van Tiegh.. Viscum engleri ingår i släktet mistlar, och familjen sandelträdsväxter. Inga underarter finns listade i Catalogue of Life.